# Mount Hood

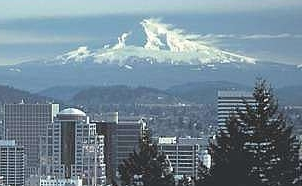
Mount Hood von Portland aus gesehen

Der Stratovulkan Mount Hood liegt etwa 70 km östlich von Portland im US-Bundesstaat Oregon. Mit 3425 m ist er der höchste Berg in Oregon und der vierthöchste der Kaskadenkette. Er liegt an der Grenze zwischen den Countys Clackamas und Hood River. Mount Hood ist das Zentrum des Mount Hood National Forest, große Teile des Berges sind unter dem Namen Mount Hood Wilderness als Wilderness Area, der strengsten Klasse von Naturschutzgebieten in den USA, ausgewiesen.
Die amerikanischen Ureinwohner nannten den Berg Wy’east. Als erster Europäer beschrieb ihn William Robert Broughton, ein Mitglied von George Vancouvers Expedition. Benannt ist der Berg nach dem britischen Admiral Lord Samuel Hood.
An der Südflanke des Mount Hood steht unmittelbar über der Waldgrenze die 1937 erbaute Timberline Lodge. Das Gebäude diente unter anderem als Kulisse für die Außenaufnahmen des 1980 gedrehten Films „Shining“ von Stanley Kubrick nach dem gleichnamigen Roman von Stephen King.

## Vulkantätigkeit
In den letzten 15.000 Jahren wies Mount Hood vier Eruptionsperioden auf. Die letzte, als Old Maid eruptive period bezeichnete Phase fand zwischen 1740 und längstens 1810 statt. Die größeren Ausbrüche endeten kurz vor der Ankunft der Lewis-und-Clark-Expedition 1805, die berichtete, dass der Sandy River mit vulkanischem Material verschüttet war. 1903 gab es zuletzt kleinere Dampf- und Asche-Emissionen. Fumarolen waren den größten Teil des 20. Jahrhunderts aktiv. Mount Hood wird als potenziell aktiver Vulkan angesehen, 1820 begann die systematische Überwachung, seit dem Ausbruch des Mount St. Helens 1980 wird auch Mount Hood intensiv überwacht. Die zwölf Gletscher an den Hängen des Bergs stellen eine potenzielle Gefahr dar; im Fall eines Ausbruchs kann es zu Laharen kommen.

## Gletscher
An den Berghängen des Mount Hood gibt es zwölf Gletscher. Der bekannteste ist der Palmer Glacier, da er zu einem bekannten Skigebiet gehört. Hier eine Auflistung der zwölf Gletscher:
- Coalman Glacier (auch Coleman Glacier genannt): der Berggipfel-Gletscher.
- Coe Glacier: an der Nordseite.
- Eliot Glacier: an der Nordostseite.
- Glisan Glacier: an der Nordwestseite.[3]
- Ladd Glacier: an der Nordwestseite. Durch einen Gletscherlauf 1961 wurden unter anderem Teile einer westlichen Auffahrtsstraße zerstört.
- Langille Glacier: nordnordöstlich des Gipfels.
- Newton-Clark Glacier: an der Ostseite.
- Palmer Glacier: an der Südseite.
- Reid Glacier: an der Westseite; er speist den Sandy River.
- Sandy Glacier: an der Westseite; er speist den Muddy Fork, der wiederum in den Sandy River abfließt.
- White River Glacier: an der Südseite, östlich an den Palmer Glacier anschließend; er speist den White River. Gletscherläufe ereigneten sich in den Jahren 1926, 1931, 1946, 1949, 1959 und 1968. Regelmäßig wurde dabei die Brücke des Highway 35 über den White River zerstört.
- Zigzag Glacier: an der Südwestseite; er speist den Zigzag River.

Die Gletscher des Mount Hood reichen bis etwa 2100 m Höhe herab. Sie bedeckten noch zu Beginn der 1980er Jahre etwa 80 % der Fläche des Bergkegels und enthielten zusammen etwa 0,35 km³ Eis. Einhergehend mit steigenden Sommertemperaturen verlieren alle Gletscher des Mount Hood Eis (→ Gletscherschwund seit 1850). Die vergletscherte Fläche nahm zwischen 1981 und 2023 um 39 % ab.